# بوبي كارول
بوبي كارول (بالإنجليزية: Bobby Carroll)‏ (13 مايو 1938 بغلاسكو في المملكة المتحدة - 11 مايو 2016) هو لاعب كرة قدم بريطاني في مركز الهجوم. لعب مع دندي يونايتد وكوين أوف ساوث ونادي سانت ميرين ونادي سلتيك ونادي كوليرين.

## وصلات خارجية
- بوبي كارول على موقع قاعدة بيانات كرة القدم.إي يو (الإنجليزية)